# 5 TCN
Năm 5 TCN là một năm trong lịch Julius. 